# الیسیا، زامبومگا سیبوگای
الیسیا، زامبومگا سیبوگای (به لاتین: Alicia, Zamboanga Sibugay) یک سکونتگاه مسکونی در فیلیپین است که در زامبوانگا سیبوگای واقع شده‌است.

## خصوصیات
الیسیا ۳۴٬۸۹۵ نفر جمعیت دارد.